# Régions de lieutenance d'Écosse
Ne doit pas être confondu avec Régions d'Écosse.
Les régions de lieutenance d'Écosse sont les régions utilisées pour les lords-lieutenant de cérémonie, qui sont les représentants du souverain en Écosse. Elles sont à différencier des council areas, committee areas (en), sheriffdoms (en), registration counties (en), des anciens régions et districts, comtés d'Écosse, et des diverses autres subdivisions de l'Écosse.
Les Lords Provosts d'Aberdeen, Dundee, Édimbourg, et Glasgow agissent également en tant que lords-lieutenants. C'est un droit unique au Royaume-Uni : tous les autres lords-lieutenants sont nommés par le souverain, au lieu d'être élus.
| Régions de lieutenance d'Écosse |  | |
| \| 1. Aberdeen 2. Aberdeenshire 3. Angus 4. Argyll and Bute 5. Ayrshire and Arran 6. Banffshire 7. Berwickshire 8. Caithness 9. Clackmannanshire 10. Dumfriesshire 11. Dunbartonshire 12. Dundee 13. East Lothian 14. Édimbourg 15. Fife 16. Glasgow 17. Inverness 18. Kincardineshire \| \| 1. Lanarkshire 2. Midlothian 3. Moray 4. Nairn 5. Perth and Kinross 6. Renfrewshire 7. Ross and Cromarty 8. Roxburgh, Ettrick and Lauderdale 9. Stirling and Falkirk 10. Sutherland 11. The Stewartry of Kirkcudbright 12. Tweeddale 13. West Lothian 14. Hébrides extérieures 15. Wigtownshire N'apparaissant pas : - Orcades - Shetland \| |  | |
| 1. Aberdeen 2. Aberdeenshire 3. Angus 4. Argyll and Bute 5. Ayrshire and Arran 6. Banffshire 7. Berwickshire 8. Caithness 9. Clackmannanshire 10. Dumfriesshire 11. Dunbartonshire 12. Dundee 13. East Lothian 14. Édimbourg 15. Fife 16. Glasgow 17. Inverness 18. Kincardineshire |  | 1. Lanarkshire 2. Midlothian 3. Moray 4. Nairn 5. Perth and Kinross 6. Renfrewshire 7. Ross and Cromarty 8. Roxburgh, Ettrick and Lauderdale 9. Stirling and Falkirk 10. Sutherland 11. The Stewartry of Kirkcudbright 12. Tweeddale 13. West Lothian 14. Hébrides extérieures 15. Wigtownshire N'apparaissant pas : - Orcades - Shetland |

## Définition de ces régions
Chaque Lord-Lieutenant d'un comté en poste avant le 16 mai 1975 fut nommé à une région ou à une partie de région comme suit :
| Comté                                | Région                     | Nom                                                           | Appartient à la région                                                                                        |
| ------------------------------------ | -------------------------- | ------------------------------------------------------------- | --- |
| Aberdeen                             | Grampian                   | Aberdeenshire                                                 | Le comté d'Aberdeen comme il existait avant le 16 mai 1975, excepté la partie de la ville d'Aberdeen          |
| Angus                                | Tayside                    | Angus                                                         | District d'Angus                                                                                              |
| Argyll                               | Strathclyde                | Argyll and Bute                                               | District d'Argyll and Bute                                                                                    |
| Ayr                                  | Strathclyde                | Ayrshire and Arran                                            | Districts de Cunninghame, Kilmarnock and Loudoun (en), Kyle and Carrick et Cumnock and Doon Valley (en)       |
| Banff                                | Grampian                   | Banffshire                                                    | Le comté de Banff comme il existait avant le 16 mai 1975                                                      |
| Berwick                              | Borders                    | Berwickshire                                                  | District de Berwickshire                                                                                      |
| Caithness                            | Highland                   | Caithness                                                     | District de Caithness                                                                                         |
| Clackmannan                          | Central                    | Clackmannanshire ou Clackmannan                               | District de Clackmannan                                                                                       |
| Dumfries                             | Dumfries and Galloway      | Dumfriesshire ou Dumfries                                     | Districts de Nithsdale (en) et Annandale and Eskdale (en)                                                     |
| Dunbarton                            | Strathclyde                | Dumbartonshire ou Dunbartonshire                              | Districts de Dumbarton, Clydebank, Bearsden and Milngavie (en), Strathkelvin (en) et Cumbernauld and Kilsyth  |
| East Lothian                         | Lothian                    | East Lothian                                                  | District d'East Lothian                                                                                       |
| Fife                                 | Fife                       | Fife                                                          | Toute la région                                                                                               |
| Inverness                            | Highland                   | Inverness-shire ou Inverness                                  | Districts de Lochaber, Inverness et Badenoch and Strathspey (en)                                              |
| Kincardine                           | Grampian                   | Kincardineshire                                               | Le comté de Kincardine comme il existait avant le 16 mai 1975, excepté la partie de la ville d'Aberdeen       |
| Kinross (réuni avec Perth)           | Tayside                    | Perth and Kinross                                             | District de Perth and Kinross                                                                                 |
| Stewartry of Kirkcudbright           | Dumfries and Galloway      | Stewartry of Kirkcudbright ou Kirkcudbrightshire              | District de Stewartry (en)                                                                                    |
| Lanark                               | Strathclyde                | Lanarkshire                                                   | Districts de Monklands, Motherwell, Hamilton, East Kilbride et Lanark                                         |
| Midlothian                           | Lothian                    | Midlothian                                                    | District de Midlothian                                                                                        |
| Moray                                | Grampian                   | Morayshire                                                    | Such part of the county of Moray as existing before 16th May 1975 as lies within the Region[Traduire passage] |
| Nairn                                | Highland                   | Nairn                                                         | District de Nairn                                                                                             |
| Orcades                              | Région des îles Orcades    | Orkney                                                        | Toute la région                                                                                               |
| Peebles                              | Borders                    | Peeblesshire                                                  | District de Tweeddale                                                                                         |
| Perth (réuni avec Kinross)           | Tayside                    | Perth and Kinross                                             | District de Perth and Kinross                                                                                 |
| Renfrew                              | Strathclyde                | Renfrewshire                                                  | Districts d'Eastwood (en), Renfrew et Inverclyde                                                              |
| Ross and Cromarty                    | Highland                   | Ross and Cromarty                                             | Districts de Ross and Cromarty et Skye and Lochalsh                                                           |
| Roxburgh (held jointly with Selkirk) | Borders                    | Roxburghshire ou Roxburgh (réuni avec Ettrick and Lauderdale) | District de Roxburgh                                                                                          |
| Selkirk (held jointly with Roxburgh) | Borders                    | Ettrick and Lauderdale (réuni avec Roxburgh)                  | District de Ettrick and Lauderdale (en)                                                                       |
| Stirling                             | Central                    | Stirling and Falkirk                                          | Districts de Stirling et Falkirk                                                                              |
| Sutherland                           | Highland                   | Sutherland                                                    | District de Sutherland                                                                                        |
| West Lothian                         | Lothian                    | West Lothian                                                  | District de West Lothian                                                                                      |
| -                                    | Western Isles Islands Area | Western Isles                                                 | Toute la région                                                                                               |
| Wigtown                              | Dumfries and Galloway      | Wigtownshire ou Wigtown                                       | District de Wigtown                                                                                           |
| Zetland                              | Shetland Islands Area      | Shetland                                                      | Toute la région                                                                                               |